# Больше-Хомутецкий сельсовет
Больше-Хомутецкий сельсове́т (вариант написания Большехомутецкий сельсовет) — сельское поселение в Добровском районе Липецкой области. 
Административный центр — село Большой Хомутец.

## История
Решением Липецкого облисполкома от 11 ноября 1983 г. Большехомутецкий и
Лебяженский сельсоветы объединены в один Большехомутецкий сельсовет. Вошли  сёла Верхняя Семёновка, Лебяжье, Чечёры. 
В ноябре 1983 с. Горицы    переведено из Большехомутецкого сельсовета  в состав Кореневщинскогот.
В соответствии с законом Липецкой области №114-оз «О наделении муниципальных образований в Липецкой области статусом городского округа, муниципального  района, городского и сельского поселения» от 2 июля 2004 года Больше-Хомутецкий сельсовет наделён статусом сельского поселения.

## Население
| 2010  | 2012  | 2013  | 2014  | 2015  | 2016  | 2017  |
| ----- | ----- | ----- | ----- | ----- | ----- | ----- |
| 1636  | ↘1618 | ↗1668 | ↗1694 | ↗1717 | ↗1773 | ↗1778 |
| 2018  | 2021  |       |       |       |       |       |
| ↘1758 | ↗1912 |       |       |       |       |       |

## Состав сельского поселения
| № | Населённый пункт | Тип населённого пункта       | Население |
| - | ---------------- | ---------------------------- | --------- |
| 1 | Большой Хомутец  | село, административный центр | ↘1060     |
| 2 | Лебяжье          | село                         | ↗278      |
| 3 | Чечёры           | село                         | ↘298      |

### Упразднённые населённые пункты
Верхняя Семёновка — упразднённое в 2001 году село.

## Транспорт
Через Большехомутецкий сельсовет проходит дорога, соединяющая Липецк с Мичуринском. Также Большой Хомутец соединен дорогой с райцентром. Проходят автобусы в направлении Липецка, Доброго, Чечер и Кривца. Ранее также следовал автобус до Мичуринска (сейчас он следует через Доброе, однако из-за ремонта моста через реку Воронеж в райцентре летом 2017 года проходит через Большой Хомутец). Железные дороги на территории сельсовета, как и всего района, отсутствуют, ближайшей железнодорожной станцией является Чугун-1 в Липецке.